# Mauricio Aznar
Mauricio Aznar Müller (Zaragoza,  25 de enero de 1964 - 2 de octubre de 2000) fue un poeta y músico español, líder de las bandas Golden Zippers, Más Birras y Almagato. Algunas de sus canciones, como «Apuesta por el rock and roll», popularizada por Héroes del Silencio, han pasado a formar parte del acervo cultural del rock hecho en Aragón.

## Biografía

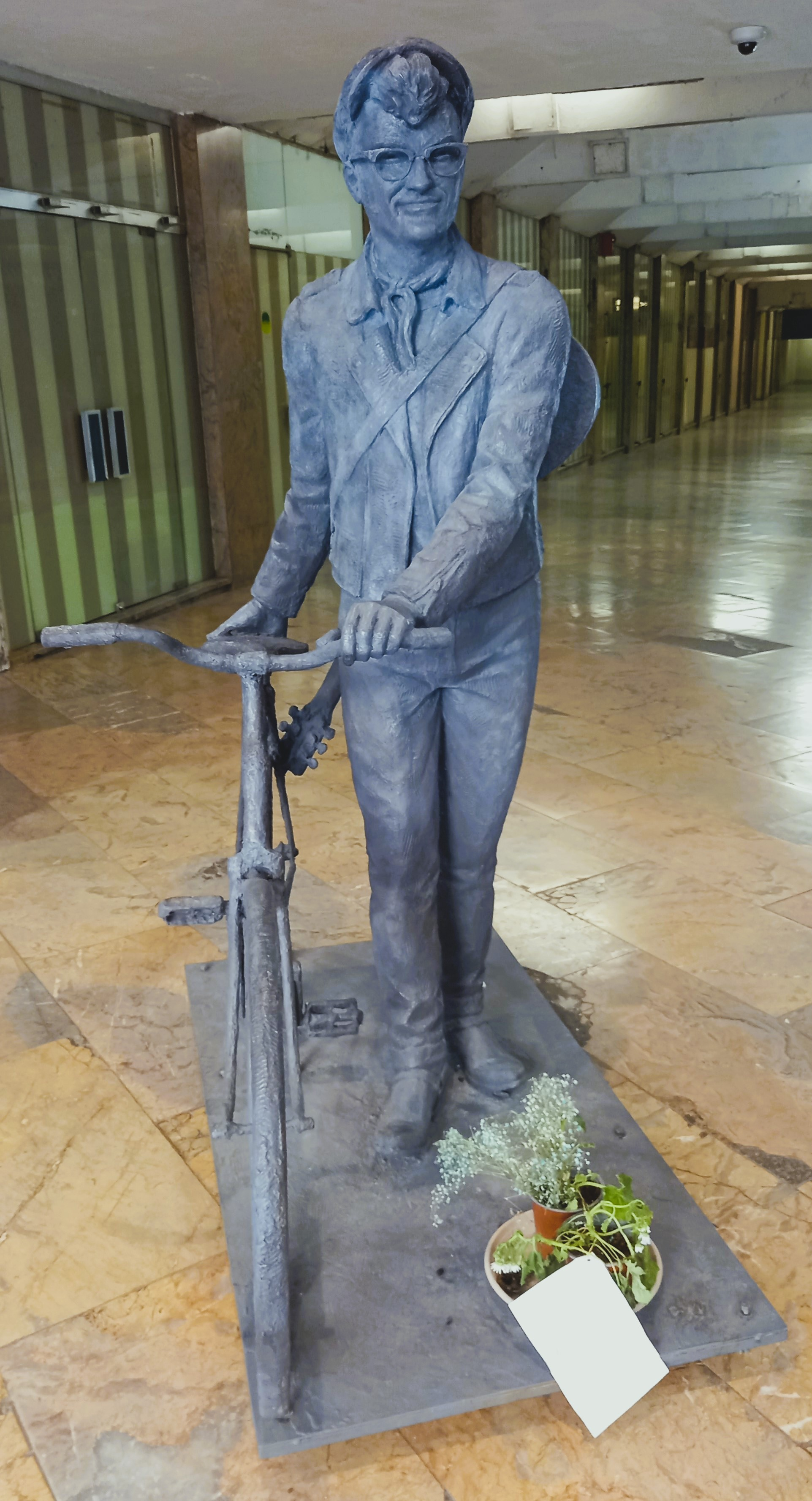
Estatua de Mauricio Aznar

Su trayectoria comienza con la fundación del grupo Golden Zippers, en los años 1980, de estilo rocker (con grandes tupés a lo James Dean) y música rockabilly. En 1983 graba un sencillo con el sello Cara 2, que contenía tres canciones.
En 1984 crea Más Birras, el grupo con el que alcanzaría un sólido prestigio tras ser lanzado en Radio 3 por Jesús Ordovás el tema «Apuesta por el rock and roll», incluido en el maxisingle Al este del Moncayo (1987), escrito por Gabriel Sopeña y popularizado posteriormente por Héroes del Silencio, lo que le ha convertido en un clásico del rock de Aragón. Posteriormente, Más Birras edita los elepés Otra ronda (1988), La última traición (1990) y Tierra quemada (1992). 
Sin embargo, Mauricio Aznar empezó a interesarse por el tango de Argentina y otras formas de su folclore, que junto al no demasiado exitoso último disco de Más Birras, llevó a disolver el grupo en 1993.
En sus últimos años, y como instigador del grupo Almagato, junto con Jaime González, se dedicó a difundir el folclore de Santiago del Estero y otras regiones del noroeste de Argentina, cultivando géneros como chacareras, zambas o vidalas. Entró en contacto con la familia de los Carabajal y en colaboración con Carlos Carabajal dio varios conciertos. 
Antes de morir, entregó un libro con poemas manuscritos a Javier Barreiro; y dejó compuestas una veintena de canciones inéditas junto a su amigo íntimo y colaborador desde la infancia Gabriel Sopeña.
Como homenaje, la ciudad de Zaragoza inauguró una calle con su nombre en el barrio de Casablanca, donde en 2004 se le dedicó un busto.
La película tributo a Mauricio, La estrella azul, fue rodada entre 2020 y 2023. Dirigida por Javier Macipe, se presentó en el Festival de Cine de San Sebastián el día 25 de septiembre de 2023, alzándose con el premio del Jurado joven y el premio de la Cooperación Española.El 9 de febrero de 2025, Javier Macipe fue reconocido con el Premio Goya 2025 a mejor dirección novel por La estrella azul, su primer largometraje.Pepe Lorente ganó el Premio Goya como Mejor Actor Revelación 2025, por su interpretación de Mauricio Aznar en la película.
En 2024 se presentó el libro Mauricio Aznar y Almagato. La historia de Jaime González y prólogo de Javier Macipe, que recoge anécdotas, revelaciones y fotografías inéditas.
Mauricio Aznar falleció en Zaragoza en el año 2000 por una sobredosis de droga, una semana después del fallecimiento por suicidio de su hermano mayor, Pedro.